# V1075 Scorpii
V1075 Scorpii (V1075 Sco / HD 155806) es una estrella situada en la constelación de Escorpio de magnitud aparente +5,61.
Es una estrella muy alejada, cuya medida de paralaje realizada por Hipparcos (0,89 ± 0,40 milisegundos de arco), está sujeta a un grado de error muy elevado.
Su distancia, estimada por la intensidad de las líneas CaII de su espectro, es de unos 1020 pársecs (3230 años luz).
Es miembro de la asociación estelar Scorpius OB4.
V1075 Scorpii es una estrella azul de la secuencia principal de tipo espectral O8Ve.
Tiene una temperatura efectiva de 35.800 K y brilla con una luminosidad bolométrica —que incluye una importante cantidad de radiación emitida como luz ultravioleta— 334.000 veces superior a la del Sol.
Gira sobre sí misma con una velocidad de rotación proyectada —límite inferior de la misma— de 167 km/s.
Es una estrella muy masiva, con una masa estimada entre 26 y 38 masas solares.
Tiene una edad aproximada entre 3,3 y 6,6 millones de años, apenas un 0,1% de la edad del Sol.
V1075 Scorpii es una estrella O de líneas de emisión, análoga a las estrellas Be pero de mayor masa.
Estas estrellas son muy escasas, hasta el punto de que sólo se conocen seis de ellas.
Como otras estrellas Be, V1075 Scorpii es una estrella variable, fluctuando su brillo entre magnitud +5,57 y +5,64.